# Yinkeng (köpinghuvudort i Kina, Jiangxi Sheng, lat 26,22, long 115,61)
Yinkeng är en köpinghuvudort i Kina. Den ligger i provinsen Jiangxi, i den sydöstra delen av landet, omkring 280 kilometer söder om provinshuvudstaden Nanchang. Antalet invånare är 58 926. Befolkningen består av 30 268 kvinnor och 28 658 män. Barn under 15 år utgör 34 %, vuxna 15-64 år 57 %, och äldre över 65 år 7,0 %.
Runt Yinkeng är det tätbefolkat, med 257 invånare per kvadratkilometer. Yinkeng är det största samhället i trakten. I omgivningarna runt Yinkeng växer huvudsakligen savannskog.
Genomsnittlig årsnederbörd är 2 051 millimeter. Den regnigaste månaden är maj, med i genomsnitt 345 mm nederbörd, och den torraste är oktober, med 23 mm nederbörd.